# Paolo Burali d'Arezzo
Paolo d'Arezzo, al secolo Scipione Burali (Itri, 1511 – Torre del Greco, 17 giugno 1578), è stato un cardinale e arcivescovo cattolico italiano, venerato come beato dalla Chiesa cattolica.

## Biografia
Nacque ad Itri nel 1511 con il nome di Scipione. Era il secondo figlio di Paolo Burali, uomo originario di Arezzo che fu burocrate e diplomatico sotto Ferdinando II d'Aragona, Papa Clemente VII e Prospero Colonna, e Vittoria Olivares di Barcelona. Già avvocato, nel 1557 abbracciò la vita religiosa nell'ordine dei chierici regolari teatini, assumendo il nome religioso di Paolo d'Arezzo in omaggio al padre. Il 23 luglio 1568 fu eletto vescovo di Piacenza. Papa Pio V lo elevò al rango di cardinale nel concistoro del 17 maggio 1570.
Fu arcivescovo di Napoli dal 19 settembre 1576 fino alla morte; inviato presso il sovrano Filippo II di Spagna dal popolo napoletano, riuscì ad impedire che il viceré Pedro Afán de Ribera instaurasse nel Regno di Napoli l'Inquisizione. Morì il 17 giugno 1578 all'età di 67 anni: fu beatificato da Clemente XIV nel 1772.
Le sue spoglie sono conservate in una teca nella "Cappella del beato Paolo Burali d'Arezzo" (I del transetto) della Basilica di San Paolo Maggiore voluta nel 1773 per consacrare l'allora cardinale arcivescovo di Napoli.

## Genealogia episcopale e successione apostolica
La genealogia episcopale è:
- Cardinale Scipione Rebiba
- Cardinale Paolo Burali d'Arezzo, C.R.

La successione apostolica è:
- Vescovo Giovanni Battista Bracelli (1572)